# Avrigney-Virey
Avrigney-Virey település Franciaországban, Haute-Saône megyében. Lakosainak száma 425 fő (2022. január 1.). Avrigney-Virey Charcenne, Autoreille, Beaumotte-lès-Pin, Brussey, Courcuire, Cugney, Cult, Marnay és Tromarey községekkel határos.

## Népesség
A település népességének változása:
| Lakosok száma | 424  | 431  | 433  | 420  | 415  | 419  | 420  | 422  | 425  |
|               | 2013 | 2015 | 2016 | 2017 | 2018 | 2019 | 2020 | 2021 | 2022 |